# Seleukos II. Kallinikos
Seleukos II. Kallinikos (Σέλευκος Β΄ ὁ Καλλίνικος, asi 265 př. n. l. – 225 př. n. l.) byl vládce Seleukovské říše od roku 246 př. n. l. do své smrti v roce 225 př. n. l. Jeho panování bylo poznamenáno řadou vnitřních i vnějších konfliktů, které vedly k oslabení říše. 
Byl známý pod přízvisky Kallinikos („krásně vítězící“) a Pogonos („vousatý“). Jeho otcem byl Antiochos II. Theós a matkou Laodiké I. Za manželku si vzal svou neteř Laodiké II., s níž měl pět dětí.

## Třetí syrská válka a „Válka bratrů“
Jeho nástupu na trůn předcházel spor o následovnictví. Druhá manželka Antiocha Thea, egyptská princezna Bereniké Fernoforos, prosazovala jako legitimního vládce svého nezletilého syna Antiocha. Vypukla proto válka s Egyptem známá jako třetí syrská válka, při níž Ptolemaios III. Euergetés podpořil nároky svého synovce Antiocha, který však byl společně se svou matkou zavražděn ještě před příchodem egyptských vojsk do Sýrie. Ptolemaios III. následně dobyl rozsáhlá území a teprve roku 241 př. n. l. byl uzavřen mír; hranicí mezi oběma říšemi se stala řeka Nahr al-Kebir (řecky Eleutheros). 
Poté proti Kallinikovi vystoupil jeho mladší bratr Antiochus Hierax v tzv. „válce bratrů“ (cca 240/239–236 př. n. l.). Antiochos měl v době válek s Egyptem na starost správu Anatolie, ale okolo roku 242 či 241 př. n. l. vyhlásil nezávislost a prohlásil se králem. Díky spojenectví s Kelty z Galacie a pravděpodobně i vojenské pomoci od Ptolemaia III. dokázal odolat Seleukovým pokusům o znovudobytí Malé Asie a porazil svého bratra v bitvě u Ankýry. V roce 236 př. n. l. Seleukos uzavřel mír s Hieraxem a postoupil mu všechna území na západ od pohoří Taurus.

## Parthové a druhá válka s Hieraxem
Válka mezi sourozenci povzbudila separatistické tendence v provinciích. V Chorásánu vyhlásil nezávislost Andragorás, satrapa Parthie a Hyrkánie, byl však zabit kočovnými Parthy. Po uzavření příměří s Hieraxem se Seleukos vydal na výpravu proti parthskému králi Arsakésovi I. a zahnal jeho vojska zpět do kaspické stepi. Po svém vítězství se Seleukos připravoval táhnout dále na východ proti Diodotovi II., satrapovi Baktrie a Sogdie, musel se však obrátit na západ proti invazi bratra Antiochuse Hieraxe, který po porážkách s expandujícím Pergamonem se svými vojsky překročil pohoří Taurus ve snaze obsadit jádro seleukovské říše. Seleukos dorazil z východu včas a vyhnal Hieraxe z Babylonie. Hierax uprchl do Malé Asie a později do Thrákie, kde byl v roce 226 či 227 př. n. l. zabit keltskými nájezdníky.
Seleukos II. zemřel ve věku zhruba čtyřiceti let po pádu z koně. Jeho nástupcem se stal jeho nejstarší syn Seleukos III. Keraunos.